# UFC Fight Night: Volkov vs. Struve
UFC Fight Night: Volkov vs. Struve (también conocido como UFC Fight Night 115) fue un evento de artes marciales mixtas organizado por Ultimate Fighting Championship. Se llevó a cabo el 2 de septiembre de 2017 en Ahoy Rotterdam, en Róterdam, Holanda.

## Historia
La batalla principal fue entre el excampeón de peso pesado Alexander Volkov y Stefan Struve.
Se esperaba que la excampeona de peso pluma Germaine de Randamie enfrentara a Marion Reneau en el evento, sin embargo Randamie sufrió de una lesión por la cual no pudo pelear. Fue reemplaza por Talita Bernardo.